# Discografia de Il Tre
La discografia de Il Tre, rapper e cantautore italiano, è costituita da due album in studio, tre mixtape, un EP, ventuno singoli e altrettanti video musicali (inclusi quelli come artista ospite), pubblicati dal 2018.

## Album in studio
| Anno | Titolo | Classifiche | Certificazioni | Unità          |
| Anno | Titolo | ITA         | Certificazioni | Unità          |
| ---- | --- | ----------- | -------------- | -------------- |
| 2021 | Ali - Pubblicato: 19 febbraio 2021 - Etichetta: Atlantic Records, Warner Music Italy - Formati: CD, download digitale, LP, streaming | 1           | - ITA: Platino | - ITA: 50 000+ |
| 2023 | Invisibili - Pubblicato: 14 settembre 2023 - Etichetta: Warner Music Italy - Formati: CD, download digitale, LP, streaming           | 1           | - ITA: Oro     | - ITA: 25 000+ |

## Mixtape
| Anno | Titolo |
| ---- | --- |
| 2015 | Cataclisma - Pubblicato: 10 dicembre 2015 - Etichetta: VNT1 - Formati: CD, download digitale, streaming       |
| 2016 | Cracovia mixtape - Pubblicato: 19 dicembre 2016 - Etichetta: VNT1 - Formati: CD, download digitale, streaming |
| 2018 | Cracovia, vol. 2 - Pubblicato: 20 febbraio 2018 - Etichetta: VNT1 - Formati: CD, download digitale, streaming |

## Extended play
| Anno | Titolo |
| ---- | --- |
| 2019 | Real Talk - Pubblicato: 30 luglio 2019 - Etichetta: Atlantic Records - Formati: CD, download digitale, streaming |

## Singoli

### Come artista principale
| Anno                                                         | Titolo                              | Classifiche | Certificazioni | Unità              | Album di provenienza |
| Anno                                                         | Titolo                              | ITA         | Certificazioni | Unità              | Album di provenienza |
| ------------------------------------------------------------ | ----------------------------------- | ----------- | -------------- | ------------------ | -------------------- |
| 2018                                                         | Bella Guido (con 3D)                | —           |                |                    | /                    |
| 2019                                                         | L'importante                        | —           |                |                    | /                    |
| 2019                                                         | Cracovia, Pt. 3                     | 76          | - ITA: Platino | - ITA: 70 000+     | Ali                  |
| 2019                                                         | Le vostre madri                     | —           |                |                    | /                    |
| 2020                                                         | Fight! (feat. Nayt)                 | 83          | Ali            |                    |                      |
| 2020                                                         | Te lo prometto                      | 13          | Ali            | - ITA: Platino (2) | - ITA: 140 000+      |
| 2021                                                         | Pioggia                             | 68          | Ali            |                    |                      |
| 2021                                                         | Il tuo nome                         | 38          | Ali            | - ITA: Platino     | - ITA: 100 000+      |
| 2021                                                         | Fuori è notte                       | 69          | - ITA: Oro     | - ITA: 35 000+     | Ali - Ultima notte   |
| 2022                                                         | Guess Who's Back                    | —           |                |                    | /                    |
| 2022                                                         | Boogie woogie                       | —           |                |                    | /                    |
| 2023                                                         | Roma                                | 83          | - ITA: Oro     | - ITA: 50 000+     | Invisibili           |
| 2023                                                         | Offline (feat. VillaBanks)          | —           |                |                    | /                    |
| 2023                                                         | Cracovia, Pt. 4                     | 85          | Invisibili     |                    |                      |
| 2023                                                         | A volte                             | —           | Invisibili     |                    |                      |
| 2024                                                         | Fragili                             | 15          | Invisibili     | - ITA: Platino     | - ITA: 100 000+      |
| 2024                                                         | Camminare sulla luna                | —           | Invisibili     |                    |                      |
| 2024                                                         | Occhi tristi                        | —           | /              |                    |                      |
| 2025                                                         | Prima di domani (con Fabrizio Moro) | —           | /              |                    |                      |
| 2025                                                         | Cani randagi                        | —           | /              |                    |                      |
| "—" indica una pubblicazione non classificata in quel paese. |                                     |             |                |                    |                      |

### Come artista ospite
| Anno | Titolo                                        | Album di provenienza |
| ---- | --------------------------------------------- | -------------------- |
| 2021 | Non mi regolo (Briga feat. Gemitaiz e Il Tre) | Lunga vita           |

## Altri brani entrati in classifica
| Anno | Titolo                                  | Classifiche | Album di provenienza |
| Anno | Titolo                                  | ITA         | Album di provenienza |
| ---- | --------------------------------------- | ----------- | -------------------- |
| 2021 | Per chi non ha un posto in questo mondo | 75          | Ali                  |
| 2021 | Apollo 13 (feat. Vegas Jones)           | 54          | Ali                  |
| 2021 | Tegole                                  | 69          | Ali                  |

## Collaborazioni
| Anno | Titolo                                    | Album di provenienza |
| ---- | ----------------------------------------- | -------------------- |
| 2019 | Jeeg Robot (Ozymandias feat. Il Tre)      | /                    |
| 2019 | Cristiano (Junior Cally feat. Il Tre)     | Ricercato? No grazie |
| 2023 | Delusioni (Mostro feat. Il Tre)           | The Illest Vol. 3    |
| 2023 | Cry Me a River (Vegas Jones feat. Il Tre) | Jones                |
| 2023 | Curriculum (Vegas Jones feat. Il Tre)     | Jones                |
| 2023 | Oe oe (Ozymandias feat. Il Tre)           | Rames                |

## Video musicali
| Anno | Titolo               | Regista/i                          |
| ---- | -------------------- | ---------------------------------- |
| 2018 | Bella Guido          | SKG                                |
| 2019 | L'importante         | Davide Di Nardo                    |
| 2019 | Cracovia, Pt. 3      | Lorenzo Montecchiani               |
| 2019 | Le vostre madri      | Simone Mariano e Federico Merlo    |
| 2020 | Fight!               | —                                  |
| 2020 | Te lo prometto       | Daniele Barbiero                   |
| 2021 | Pioggia              | Mattia Riccio e Simone Mastronardi |
| 2021 | Il tuo nome          | Ludovico Di Martino                |
| 2021 | Fuori è notte        | Marc Lucas e Igor Grbesic          |
| 2021 | Non mi regolo        | Lorenzo Ambrogio                   |
| 2022 | Guess Who's Back     | Francesco Lorusso                  |
| 2022 | Boogie woogie        | Igor Grbesic e Marc Lucas          |
| 2023 | Roma                 | —                                  |
| 2023 | Offline              | Gianluca Garretto                  |
| 2023 | Cracovia, Pt. 4      | Francesco Carnesecchi              |
| 2023 | A volte              | Mattia Di Tella                    |
| 2024 | Fragili              | Mattia Di Tella                    |
| 2024 | Camminare sulla luna | Mattia Di Tella                    |
| 2024 | Occhi tristi         | —                                  |
| 2025 | Prima di domani      | Daniele Tofani e Fabrizio Moro     |
| 2025 | Cani randagi         | —                                  |